# منزل الطلح (المخادر)

تعديل مصدري - تعديل

منزل الطلح هي إحدى قرى عزلة السحول بمديرية المخادر التابعة لمحافظة إب، بلغ تعداد سكانها 712 نسمة حسب تعداد اليمن لعام 2004.